# Ефузивно вулканично изригване
Ефузивните вулканични изригвания са слаби вулканични изригвания, които се характеризират с произвеждане на лава без шумни експлозии. Тези изригвания значително се различават от експлозивните изригвания, при които магмата е гъста и газовите балончета в нея не могат да се освободят лесно. Видът на лавата, произвеждана от ефузивните изригвания, зависи от гъстотата на магмата и нейния вискозитет. Понякога ефузивните изригвания могат да продължат повече от месец и дори години.
Тези изригвания се характеризират с нисковискозната си лава, която изригва спокойно и се разлива на големи разстояния. При ефузивните изригвания рядко се произвеждат вулканични скали, но експлозивните изригвания произвеждат изключително много вулканична пепел и дори могат да сринат върха на вулкана. Обикновено тези слаби изригвания образуват рифтови или най-често щитовидни вулкани, които са многобройни в Хавай.
Ефузивните изригвания се характеризират с няколко неща. В магмата има вещества, които рядко се срещат при магмата, която произвежда експлозивни изригвания. Около половината от състава на магмата е базалт, от който понякога зависи дали изригването ще е слабо или катастрофално. Около 1% от състава на базалтовата магма е вода, на която се дължи ниският вискозитет на изригващата лава.

## Видове
Ефузивните изригвания могат да са исландски и хавайски.
- Исландските (или фисурни) изригвания са най-слабите прояви на вулканизъм на Земята. При тях магмата е с много нисък вискозитет и може да тече със скорост от над 100 километра в час. Исландските изригвания се получават, когато на повърхността се образува пукнатина и от нея изригне лава. Тези изригвания могат да са с дължина от над 1 километър. Ако процесът се повтаря няколко пъти може да се образува рифтов (или хребетен) вулкан.

- Хавайските изригвания са другият тип ефузивни изригвания. Те идват от името на хавайските вулкани. При тях на интервали се изхвърлят огнени фонтани от лава, които могат да надвишат 300 метра височина. В края на 1960-те при изригването на вулкана Михара близо до Япония лавовите фонтани достигат височина от 1600 метра. Лавата на хавайските изригвания обикновено е по-бавна от 10 километра в час, но може и да е по-бърза. Близо до отдушника тя тече бързо и е с изключително нисък вискозитет, а температурата ѝ надвишава 1100 градуса. С отдалечаването си от вулкана обаче лавата постепенно значително забавя скоростта си, а горната ѝ повърхност се втвърдява. Температурата ѝ обаче се понижава съвсем малко. Хавайските вулкани пораждат два вида лава – Аа и Пахоехое. Аа лавата е бавнотечаща и прилича на движещи се камъни. Скоростта ѝ рядко надхвърля 10 километра в час, но височината и може да надхвърли 6 метра. Бързодвижещата се лава е позната като Пахоехое. Скоростта ѝ е значително по-голяма от тази на лавата от тип Аа и е значително по-ниска на височина.

Понякога ефузивните изригвания могат да бъдат придружени от експлозивни изригвания. При изригването на Новарупта през 1912 г. и при изригванията на Стромболи през 2003 г. на интервали имало и експлозивни и ефузивни изригвания. В някои случаи ефузивните изригвания произвеждат и трети тип лава, наречен дацит. Тя е прекалено гъста, за да тече и постепенно се натрупва образувайки лавов купол. Ако стане твърде нестабилен куполът се срутва и образува така нареченият пирокластичен поток.